# 須貝幸生
須貝 幸生（すがい ゆきお、1959年1月11日 - ）は、東京都出身の作曲家・編曲家・ベーシスト。

## 来歴
1984年、神長弘一と共に秋本奈緒美のサポートミュージシャンを行う。その後、パブリック・イメージに入社し、小幡洋子への楽曲制作を経て、1987年に小幡、神長らと「YOCO with LOOK OUT（後のESSEX）」を結成。また、他アーティストの楽曲で神長との共同編曲作品を数多く輩出しており、小幡、浅田真季、児島未散などといった須貝単独編曲作品も多い。1993年のESSEX解散以後は他アーティストへの楽曲提供が主になった。

## 楽曲提供
☆：月光恵亮プロデュースではない

### 作曲
- 小幡洋子「Don't Look Back」
- ZIGGY「GHOST TOWN（作詞：小幡洋子）」
- BABY'S「The END（作詞：朝野深雪、編曲：阿部義晴）」

### 作曲・編曲
- 浅田真季「どこでもCHU」「どうしようかな まいっちゃった」
- 荻野目洋子「独り占め」「HIT IT（以上、編曲は月光恵亮、神長弘一と共同）」
- Ketz「いかれ時計」「大丈夫」「全てが罪深き悪役」「愛情の定義」「オレンジの快楽」
- 児島未散「あなたしか見えない（作詞：久世まりあ）」「モノローグ」
- JOJO「つれづれなるそのまんま（☆）」「喜怒哀楽（☆）」
- 田中美奈子「TRUTH OF DREAM（編曲はESSEXとして制作）」
- PEARL「RISING GENERATION」「だれがあの空 涙の色に（作曲は月光恵亮と、編曲は神長弘一と共同）」
- 松田樹利亜「泣き顔さえも愛しなさい（作詞：田村直美、編曲は神長弘一と共同）」
- 本木雅弘「FALLEN ANGEL（作詞：田村直美、編曲はESSEXとして制作）」「LADY BLUE（作詞：大矢侑史、編曲はESSEXとして制作）」「LIZARD」「FIGHTING CITY GIRL（以上、作曲は月光恵亮と、編曲はESSEXとして制作）」「HYPER ACID CITY（編曲はESSEXとして制作）」
- 山瀬まみ「気分はWAR（編曲は横関敦と共同）」

### 編曲
- 浅田真季「だってしょうがないじゃん」
- infix「傷だらけの天使になんてなりたいとは思わない」「100万光年の彼方」（神長弘一と共同）
- Urara「リアルラブ」
- 荻野目洋子「THIS IS POP」「ねえ」「STEAL YOUR LOVE」「あなたにかえりたい」「ささやかなレジスタンス」「彼の災難」「Midnight Blue」「ロマンティックに愛して」
  - 「REPLICAのKISS」「わかってないよねCHI,CHI」「思い出のクリスマス」（以上、月光恵亮、神長弘一と共同）
- 小幡洋子「Seventeen Highschool Blue」「Rolling 17」「ヴァージンロードなんかいらない」「哀しい気分でONLY YOU」
- Ketz「隠出感謝」「笑って…笑った」
- 合谷羊生「涙をふいてあげる～愛しきMy Girl～」「Welcome to my heart～恥ずかしいながらも愛は突然～」
- 児島未散「そばにいられたなら」「Falling Rain」「気づかないでいて」「100の言葉で飾るよりも」「CRIME OF LOVE」「風と街と二人」
- 小比類巻かほる「BURNING LOVE」「Don't Cray Baby」「彼方へのジャーニー」「in mirage」「Let's have a party」
- LISAGO「抱擁とKISS」（月光恵亮と共同）
- 坂井真紀「ゲリラ」
- the TABLES「tablemania」（the TABLES、神長弘一と共同）
- Jack&Betty「Twururi-ra」（Jack&Bettyと共同）
- 白井貴子「ONLY THE YOUNG」「Desire」（以上、白井貴子と共同）「ワイルドに行こう」「NEVER LOOKING BACK」（以上、本田清巳と共同）
- 鈴木ユカリ「Dear You」（神長弘一と共同）
- SPYKE「SPYRAL DESTINY」
- セクシーメイツ「鏡の中のイブ」（☆、神長弘一と共同）
- SE7EN「I wanna...」（ジョーイ・カーボーン、DJ Cool-Kと共同）
- 田村直美「Us 〜空と大地の間で〜」「Touch me」（以上、月光恵亮、鷹羽仁と共同）「GOT MY WAY（☆）」「Where going to move on（☆）」「10.Can't live without this love（☆）」
- PEARL「CRYING BIRD」「泣き崩れる君を抱きしめて」（月光恵亮と共同）
- HAИNAH「秋思符」
- BEREEVE「わがままにあたりまえに」（BEREEVE、神長弘一と共同）
- VELVET GARDEN「ねぇ いいでしょ」（川添智久、月光恵亮、神長弘一と共同）「プライドになるよ」（川添智久、神長弘一と共同）
- 松田樹利亜「抱きしめても止まらない」「Dream of you」（以上、横関敦と共同）「だまってないで」「FOREVER DREAM」「優柔不断」「シングル・ガール」「マイ・フレンド」
  - 「Rain」「負けないBroken Heart」「本日快晴」「Feel So Badもの足りない」「瞳を閉じていても」「Fly So High」（以上、神長弘一と共同）
  - 「100億の恋に賭けるよりも1つの夢を抱いて」（月光恵亮、神長弘一と共同）「Like a Typhoon」「PASSION」
- 三宅亜衣「傷つく勇気が欲しいよ」
- 宮部ひかり「決意の看板娘（☆）」「MY OLD SPY」（☆、以上、神長弘一と共同）
- MoonLight Attraction「がんばらなくちゃ」（清水昭男と共同）
- 山瀬まみ「親指姫の賛歌」「198」「天使も災難」「裸のBlue」（以上、横関敦と共同）
- Little Viking「FUTURE」（森岡純と共同）
- LINDBERG『LINDBERG III』「君に吹く風」「想い出のWater Moon」「July Blue Rain」「I can't live your life」「お願い神様Dreams Come True」「念ずれば花開く」
  - 「EXTRA FLIGHT II -human aircraft-」「LINDBERG VII」（以上、神長弘一、LINDBERGと共同）「LINDBERG IV」（月光恵亮、神長弘一、佐藤達也、LINDBERGと共同）「会いたくて -Lover Soul-」
  - 「I LOVE YOU」「SIDE by SIDE」「TIME」（以上、月光恵亮、神長弘一、LINDBERGと共同）

## 劇版音楽
- 「ぷるぷる天使的休日」[1]